# Karl Liko (Offizier)
Karl Liko (* 19. Dezember 1920 in Wien; † 26. Juli 2018) war ein Generalleutnant i. R. des österreichischen Bundesheeres.

## Militärische Laufbahn

### Ausbildung und erste Verwendungen
Ab 1940 diente Karl Liko im Arbeits- und Wehrdienst im Zweiten Weltkrieg. Dabei geriet er in jugoslawische Kriegsgefangenschaft, in der er bis 1948 verblieb.
1957 trat er in des österreichische Bundesheer ein.

### Dienst als Stabsoffizier
Von 1959 bis 1962 absolvierte er den 3. Generalstabslehrgang an der Landesverteidigungsakademie in Wien.
1966/67 war er Chef des Stabes der 3. Panzergrenadierbrigade und anschließend bis 1972 Kommandant der 9. Panzergrenadierbrigade.

### Dienst im Generalsrang
1972 wechselte er in das Bundesministerium für Landesverteidigung (BMLV) und war dort von 1972 bis 1977 stellvertretender Leiter des Planungsstabes, 1977 bis 1979 Leiter der Generalstabsabteilung und 1979 bis 1985 Leiter der Generalstabsgruppe B.

### Auslandseinsätze
- 1977 als Delegierter bei der Diplomatischen Konferenz für Humanitäres Völkerrecht[1]
- 1978 bis 1980 bei den UNO-Waffenkonferenzen in Genf[1]
- 1981 bis 1992 als Mitglied der österreichischen KSZE-Delegationen in Madrid, Stockholm und Wien[1]

## Veröffentlichungen
- Karl Liko: Ausgemustert in ein stürmisches Jahrhundert. 100 Jahre Ausmusterungsjahrgang 1909 – 144 Leutnante und ihre Schicksale. In Bundesministerium für Landesverteidigung (Hrsg.): Österreichische Militärische Zeitschrift. Heft 5/2009. S. 21ff. Onlineversion